# Lijst van burgemeesters van Gulpen
Dit is een lijst van burgemeesters van de voormalige Nederlandse gemeente Gulpen tot die per 1 januari 1999 fuseerde met Wittem tot Gulpen-Wittem.
| Ambtsperiode | Naam burgemeester                                              | Partij of stroming | Bijzonderheden                                                                                     |
| ------------ | -------------------------------------------------------------- | ------------------ | -------------------------------------------------------------------------------------------------- |
| 18?? - 18??  | J.A. Mahr                                                      |                    | |
| 18?? - 18??  | ?                                                              |                    | |
| 1839 - 1873  | J.P. Bruels                                                    |                    | ook Jan Pieter Breuls (1790-1878)                                                                  |
| 1874 - 1883  | Oscar (L.M.F.G.M.O.) graaf de Marchant et d'Ansembourg         |                    | |
| 1883 - 1898  | H.A. Scheepers                                                 |                    | |
| 1898 - 1899  | Iwan (J.B.C.E.M.) graaf de Marchant et d'Ansembourg            | Bahlmannianen      | |
| 1899 - 1903  | F.J.J.M. van der Knaap                                         |                    | |
| 1903 - 1911  | M.L.E. Hupperetz                                               |                    | |
| 1911 - 1936  | Wilhemus Josephus Hubertus Prick                               |                    | |
| 1936         | Emile Joseph Charles Marres                                    |                    | Op zaterdag 19 september 1936 werd Marres geïnstalleerd; twee dagen later werd zijn lijk gevonden. |
| 1937 - 1943  | Jhr. mr. Reinaldus Augustinus Theodorus Maria van Rijckevorsel |                    | |
| 1943 - 1944  | Willem van der Zanden                                          | NSB                | tevens burgemeester van Wijlre                                                                     |
| 1944 - 1972  | Jhr. mr. Reinaldus Augustinus Theodorus Maria van Rijckevorsel |                    | |
| 1972 - 1982  | Fons (A.J.M.G.) Teheux                                         | KVP / CDA          | |
| 1982 - 1992  | Wiel (W.P.J.) Vossen                                           | CDA                | oneervol ontslag                                                                                   |
| 1992 - 1994  | Jo (J.G.) Smeets                                               | CDA                | waarnemend                                                                                         |
| 1994 - 1999  | Jos (J.J.M.) Som                                               | CDA                | |